# Filippo Domenicali
Filippo Domenicali (Varazze, 14 agosto 1969) è un velista italiano.
Figlio di un campione olimpico, sin da quando aveva cinque anni si è avvicinato al mondo della vela sotto il cospetto del padre e dello zio Baglietto, proprietario dell'omonimo cantiere costruttore di barche storicamente famose, frequentando la scuola vela capitanata da velisti del calibro dei fratelli Carattino.

## Carriera
Nel 1978 incomincia la sua carriera agonistica in Optimist, passando poi alla classe Laser e quindi FJ.
Nel 1986 diventa istruttore della scuola di vela di Caprera, ma ben presto ne comprende l'incompatibilità con le conoscenze dell'arte marinaresca che gli erano state impartite.
Incomincia quindi la sua carriera agonistica sulle barche delle classi IOR prima e successivamente IMS, regatando con alcuni dei migliori skipper di fama mondiale come Paul Cayard, Tommaso Chieffi, Roberto Spata, ecc.
Con l'IMS “AST” partecipa alle regate dell'intera stagione coronata dalla vittoria del CAMPIONATO EUROPEO IMS.
Si distingue per le sue doti di versatilità adattandosi a tutti i ruoli di bordo e a tutti i tipi di imbarcazioni regatando con diversi tipi di barche, dai moderni e “piccoli” Melges 24 ai tecnologici IMS fino alle “grandi” barche d'epoca, con i compiti più svariati (prodiere, drizzista, tailer, randista e timoniere).
Partecipa come skipper a tre “Swan cup” confrontandosi con i più famosi e agguerriti equipaggi mondiali.
Vince con l'imbarcazione a vela classica Valentina della famiglia Pavese la classifica generale, quella di categoria ed il Trofeo Sangermani dell’undicesima edizione del Raduno Vele Storiche Viareggio come tailer nel 2015.
Nel 1999 è Campione Europeo Assoluto I.C.Y.A. con i compiti di prodiere, tailer e randista.
Dal 1995 regata nella classe STAR vincendo alcune prove di importanti regate nazionali e internazionali in equipaggio con timonieri come Flavio Scala, Albino Fravezzi e Roberto Benamati.
Tre volte campione italiano Classe Dragoni.